# Bordea negrei
Bordea negrei is een spinnensoort in de taxonomische indeling van de hangmatspinnen (Linyphiidae).
Het dier behoort tot het geslacht Bordea. De wetenschappelijke naam van de soort werd voor het eerst geldig gepubliceerd in 1951 door Dresco.